# 沢田浩次郎
沢田 浩次郎（さわだ こうじろう、1976年2月22日 - ）は、日本放送協会 (NHK) の職員で、元アナウンサー。気象予報士。現在は、NHK放送センターのプロデューサー。
香川県出身。早稲田大学法学部を卒業後、1998年にNHKに入局。新潟放送局ではニュース番組の気象コーナーを担当した。叔父は、みずほ銀行頭取の藤原弘治。大学時代は早大総長、日本高校野球連盟会長(当時)の奥島孝康ゼミナールで幹事長。その影響で高校野球や大学野球に深く関わる。高校野球甲子園大会の休養日制度の創設に関わった。

## 担当番組

### NHK秋田放送局
- ニュースパークあきた - キャスター[3]